# Antilliaanse kogelvingergekko
De Antilliaanse kogelvingergekko (Sphaerodactylus argus) is een hagedis die behoort tot de gekko's en de familie Sphaerodactylidae.

## Naam en indeling
De wetenschappelijke naam van de soort werd voor het eerst voorgesteld door Philip Henry Gosse in 1850. Oorspronkelijk werd de naam Sphaerodactylus Argus gebruikt. De geslachtsnaam Sphaerodactylus betekent vrij vertaald 'bal-vinger' en slaat op de ronde uiteinden van de vingers en tenen. De soortnaam argus is afgeleid van de reus Argus uit de Griekse mythologie en verwijst naar de lichaamstekening met oog-achtige vlekken.

### Ondersoorten
De soort wordt verdeeld in twee ondersoorten die onderstaand zijn weergegeven, met de auteur en het verspreidingsgebied.
| Naam                              | Auteur            | Verspreidingsgebied                 |
| --------------------------------- | ----------------- | ----------------------------------- |
| Sphaerodactylus argus andresensis | Dunn & Saxe, 1950 | Colombia (San Andrés)               |
| Sphaerodactylus argus argus       | Gosse, 1850       | De rest van het verspreidingsgebied |

## Uiterlijke kenmerken
De Antilliaanse kogelvingergekko is een van de kleinste soorten gekko's en bereikt een lichaamslengte van maximaal 6 centimeter inclusief de staart. De kleur is donkergrijs tot zwart, met over het hele lijf lichte maar zwartomrande oogachtige vlekken, die soms kunnen samensmelten tot grillige strepen. De vlekjes op de kop zijn meestal wit, die op rug en staartbasis hebben een oranje tot gele kleur, en op de kop vormen de vlekken naar de snuit toe lichtere strepen. De snuit is erg spits, de iris is oranje gekleurd en de oogomgeving heeft een donkerblauwe tot -grijze kleur. De staart is met name bij de basis platter en relatief kort; ongeveer even lang als het lichaam. De tenen en lamellae zijn vergroot en hebben wat grovere schubben dan bij andere Sphaerodactylus- soorten.

## Levenswijze
De soort is op veel andere plaatsen uitgezet zoals in de Verenigde Staten, waar de soort in het wild goed gedijt. Het is een bodembewoner die voornamelijk op insecten jaagt. voornamelijk over de bodem rent, terwijl veel andere gekko's juist echte klimmers zijn. Ook deze soort kan wel klimmen, bijvoorbeeld bij gevaar, maar verschalkt de prooi meestal op de bodem tussen de struiken of bladeren in de strooisellaag. De Antilliaanse kogelvingergekko prefereert drogere gebieden met veel lage begroeiing en blijft weg van mensen want deze soort is erg schuw. Meestal wordt de hagedis aangetroffen in afgelegen gebieden bij bosranden en heidevelden met liefst enige stenen of rotsen waar onder geschuild kan worden.

## Verspreiding en habitat
De soort komt voor in delen van Noord- en Midden-Amerika en de Caraïben, de hagedis leeft hier in de landen en deelgebieden Antillen, Jamaica, Cuba, Bahama's, Nicaragua, Panama, Colombia, geïntroduceerd in de Verenigde Staten (Florida) en Mexico (Yucatán), mogelijk in Costa Rica.
De habitat bestaat uit vochtige tropische en subtropische laaglandbossen en droge tropische en subtropische bossen. Ook in door de mens aangepaste streken zoals plantages, landelijke tuinen, stedelijke gebieden en aangetaste bossen kan de hagedis worden gevonden. De soort is aangetroffen van zeeniveau tot op een hoogte van ongeveer 100 meter boven zeeniveau.

## Beschermingsstatus
Door de internationale natuurbeschermingsorganisatie IUCN is de beschermingsstatus 'veilig' toegewezen (Least Concern of LC).